# Coelioxys leptura
Coelioxys leptura är en biart som först beskrevs av Johann Karl Wilhelm Illiger 1806.  Coelioxys leptura ingår i släktet kägelbin, och familjen buksamlarbin. Inga underarter finns listade i Catalogue of Life.